# Jüdischer Friedhof (Danzig)
Koordinaten: 54° 20′ 25,8″ N, 18° 38′ 8,9″ O

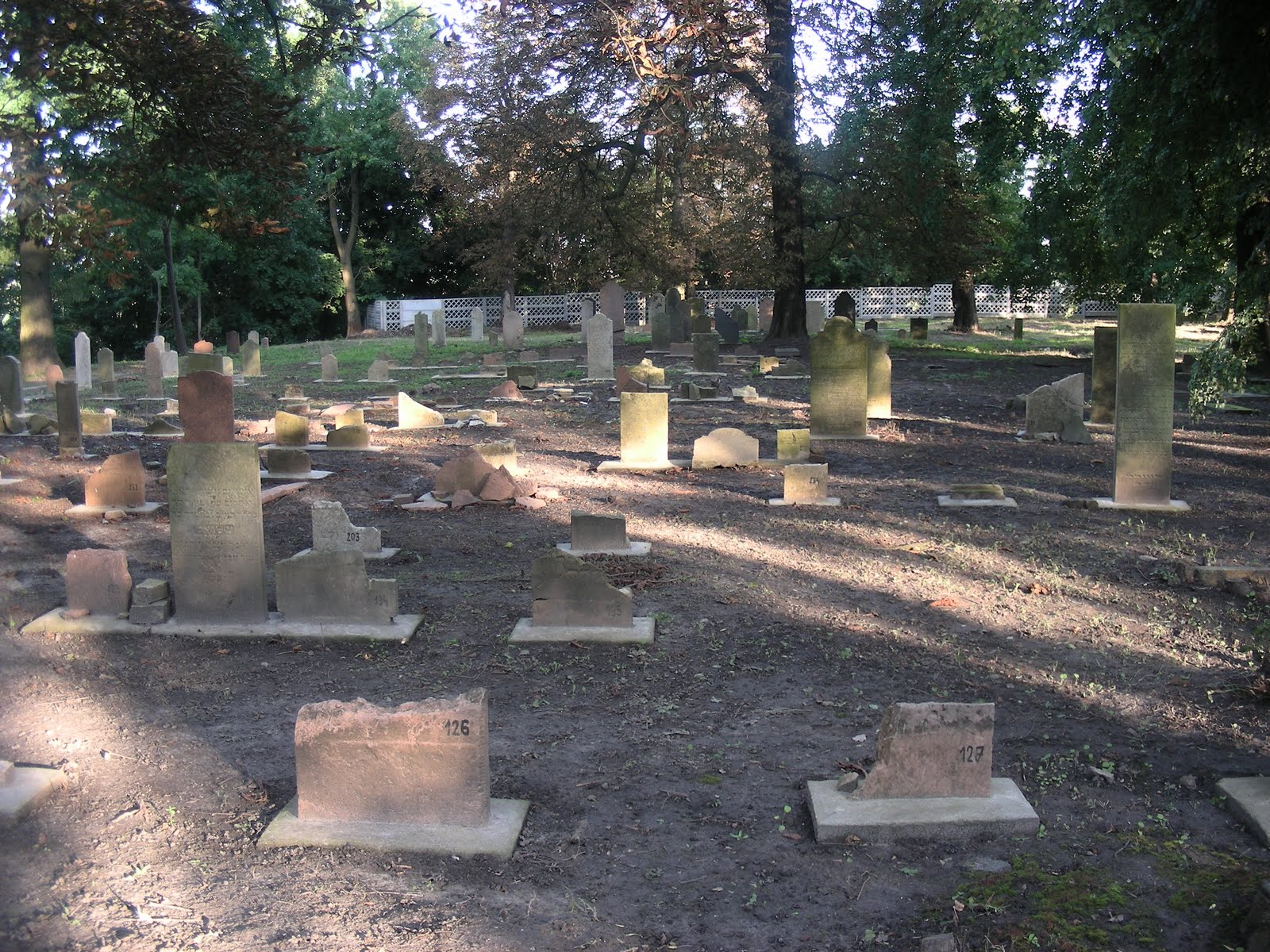
Jüdischer Friedhof Danzig

Der Jüdische Friedhof in Danzig (Cmentarz Żydowski w Gdańsku) liegt in Chełm (Stolzenberg), einem Stadtbezirk von Danzig (Gdańsk) in der polnischen Woiwodschaft Pommern. Er wurde im 16. Jahrhundert angelegt. Der Jüdische Friedhof ist ein geschütztes Kulturdenkmal und 2,3 Hektar groß.

## Geschichte
Der Friedhof wurde gegen Mitte des 16. Jahrhunderts angelegt. Vor 1814 wurde der Friedhof während der Napoleonischen Kriege zum größten Teil zerstört, aber 1815 wieder in Stand gesetzt und neu angelegt. Der jüdische Friedhof am Hagelsberg wurde 1840 vollständig durch die Festung überbaut. Die Gräber nach Stolzenberg umgebettet.
Im Zweiten Weltkrieg blieb er unzerstört, wurde jedoch nach 1945 geplündert. Die letzte Bestattung erfolgte im Jahr 1956.